# جوزيف بلنت
جوزيف بلنت (بالإنجليزية: Joseph Blunt)‏ هو محامي أمريكي، ولد في 1 فبراير 1792، وتوفي في 16 يونيو 1860.